# ایمان دارم
ایمان دارم نام دومین آلبوم از از خواننده و نوازنده کانادایی عرفان مکی است. این آلبوم در تاریخ ۲۸ ژوئیه، ۲۰۱۱ منتشر شد.

## لیست قطعات
نسخه اصلی این آلبوم دارای ۱۳ قطعه می باشد.
| شماره | نام                                                  | مدت  |
| ----- | ---------------------------------------------------- | ---- |
| ۱.    | «Waiting For The Call»                               | ۵:۲۹ |
| ۲.    | «Mabrook»                                            | ۳:۲۸ |
| ۳.    | «I Believe (همراه ماهر زین)»                         | ۴:۱۹ |
| ۴.    | «Lab Pae Aati»                                       | ۴:۱۲ |
| ۵.    | «Mamma»                                              | ۴:۰۰ |
| ۶.    | «Palestine»                                          | ۴:۰۷ |
| ۷.    | «Allahu»                                             | ۳:۴۳ |
| ۸.    | «You & I»                                            | ۴:۲۵ |
| ۹.    | «Khayal»                                             | ۳:۳۴ |
| ۱۰.   | «Al-Amin»                                            | ۳:۵۴ |
| ۱۱.   | «I'm So Sorry»                                       | ۴:۲۱ |
| ۱۲.   | «I Believe (همراه ماهر زین) (نسخه صوتی - آهنگ هدیه)» | ۴:۲۰ |
| ۱۳.   | «Mabrook (نسخه اردو - آهنگ هدیه)»                    | ۳:۲۹ |